# Nanín (Allariz)
Nanín es un lugar situado en la parroquia de Santo Estevo de Allariz, del concello de Allariz, en la provincia de Orense, Galicia, España.